# Meriandra dianthera
Meriandra dianthera là một loài thực vật có hoa trong họ Hoa môi. Loài này được (Roth ex Roem. & Schult.) Briq. mô tả khoa học đầu tiên năm 1896.